# Sohüta
Sohüta (en francès i oficialment Chéraute) és un municipi d'Iparralde al territori de Zuberoa, que pertany administrativament al departament dels Pirineus Atlàntics (regió de la Nova Aquitània). Limita amb les comunes de Berrogaine-Lahüntze i Mitikile-Larrori-Mendibile al nord, Bildoze-Onizepea al nord-oest, Ospitalepea a l'est, Maule-Lextarre al sud-oest, i Barkoxe i Arrokiaga al sud.
Sohüta fou la vila natal de l'escriptor i clergue Joan Tartas.

## Demografia
| Evolució de la població |       |       |       |       |       |       |       |       |
| 1793                    | 1800  | 1806  | 1821  | 1831  | 1836  | 1841  | 1846  | 1851  |
| 1 257                   | 1 280 | 1 330 | 1 494 | 1 527 | 1 550 | 1 520 | 1 507 | 1 530 |

| 1856  | 1861  | 1866  | 1872  | 1876  | 1881  | 1886  | 1891  | 1896  |
| ----- | ----- | ----- | ----- | ----- | ----- | ----- | ----- | ----- |
| 1 226 | 1 212 | 1 250 | 1 168 | 1 166 | 1 179 | 1 103 | 1 125 | 1 116 |

| 1901  | 1906  | 1911  | 1921  | 1926 | 1931 | 1936 | 1946  | 1954 |
| ----- | ----- | ----- | ----- | ---- | ---- | ---- | ----- | ---- |
| 1 100 | 1 120 | 1 059 | 1 012 | 991  | 979  | 998  | 1 008 | 987  |

| 1962  | 1968  | 1975  | 1982  | 1990  | 1999  | 2006 | 2011 | 2016 |
| ----- | ----- | ----- | ----- | ----- | ----- | ---- | ---- | ---- |
| 1 054 | 1 047 | 1 191 | 1 173 | 1 193 | 1 104 | -    | -    | -    |

| 2019 | - | - | - | - | - | - | - | - |
| ---- | - | - | - | - | - | - | - | - |
| -    | - | - | - | - | - | - | - | - |

## Personalitats de la vila
- Jon Mirande, escriptor en basc. La seva mare va néixer al poble.